# Cancan (mode)

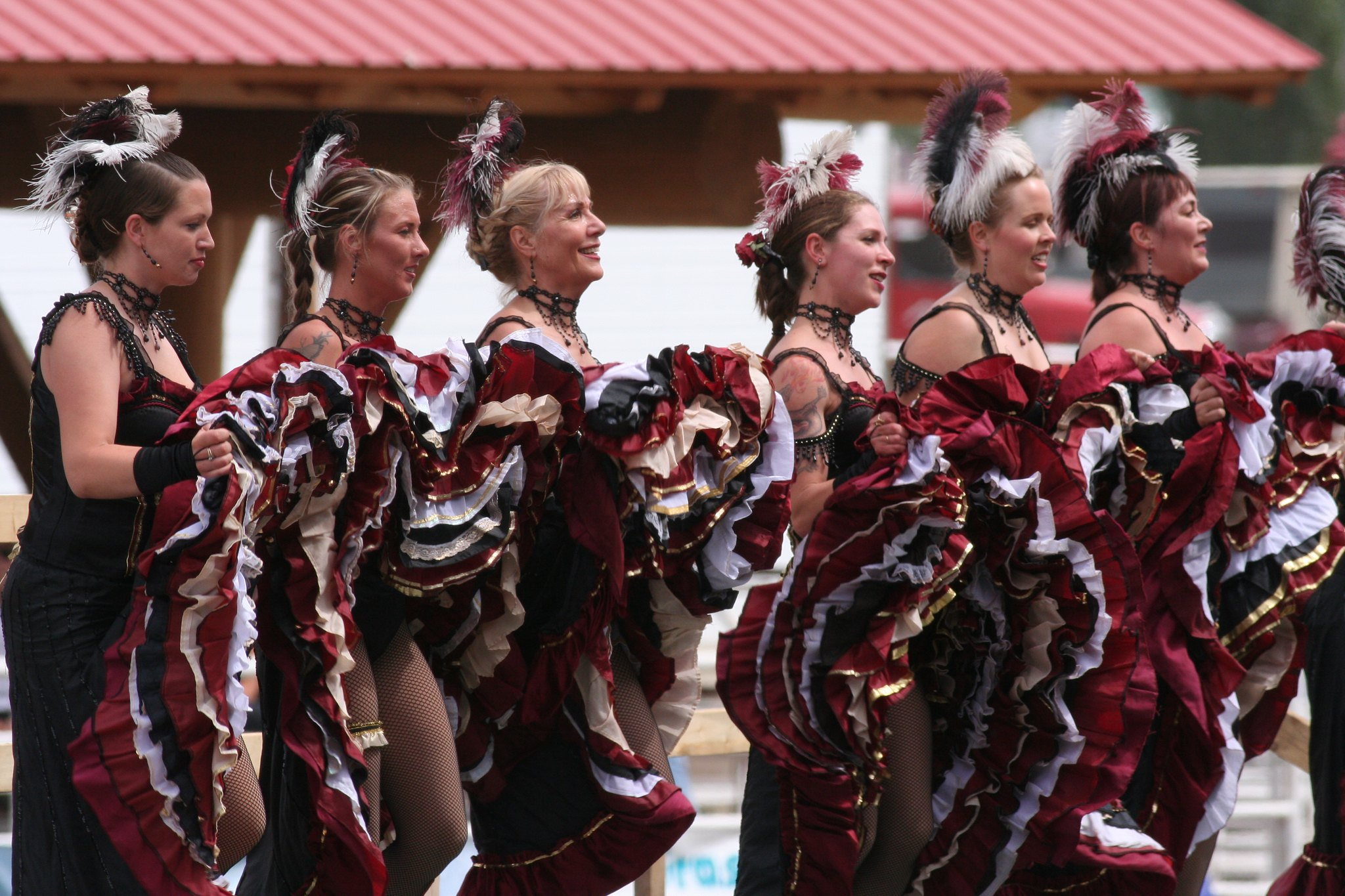
Kvinnor iförda typiska cancan-utstyrslar med bland annat plymer i håret och flera lager underkjolar.

I mode är cancan smaken för halsband av sammetsband, flera lager underkjolar, strumpeband av sidenrysch och spets, svarta (eller randiga) strumpor samt snörkängor.